# Солдаты Одина
Солдаты Одина (фин. Odinin soturit; используется английское название англ. Soldiers of Odin и аббревиатура S.O.O.: от имени скандинавского языческого бога Одина) — уличные антииммигрантские патрули, появившиеся в Финляндии (первоначально в городе Кеми) в октябре 2015 года.
В качестве символики участники патрулей используют чёрные куртки, национальные флаги и «символы викингов» (рогатый шлем).
Полиция безопасности SUPO характеризует деятельность организации как расистскую и ксенофобскую, хотя сами её последователи это отрицают. Расследование центральной криминальной полиции по факту высказываний в сети Facebook, не выявили аргументов о возбуждении уголовного дела против лидеров движения.

## История
Появление патрулей было вызвано миграционным кризисом в Европе и было поддержано консервативным движением Истинные финны. Движение быстро получило популярность и распространилось на многие европейские страны (преимущественно в регионах Скандинавии и Прибалтики), а в соцсетях движение набрало около 30 тыс. участников.
В Норвегии выходцы из стран Ближнего Востока создали альтернативные патрули «Солдаты Аллаха» (символом которых стала шахада) для противостояния «солдатам Одина».
В июне 2016 года отмечалось, что организация стала терять своих членов, деятельность во многих городах практически прекратилась, а между руководителями организации назрел конфликт. Впрочем, Солдаты Одина вернулись к активности в 2018—2019 годах.